# وليام آلن ميلر
وليام آلن ميلر (بالإنجليزية: William Allen Miller)‏ (و. 1817 – 1870 م) هو عالم فلك، وكيميائي من المملكة المتحدة . ولد في إبسويتش . وكان عضواً في الجمعية الملكية .
توفي في ليفربول، عن عمر يناهز 53 عاماً.

## التعليم
تعلم في كلية كينجز لندن

## مناصب وهيئات
أدار كلية كينجز لندن.

## جوائز
حصل على جوائز منها:
- الميدالية الذهبية للجمعية الفلكية الملكية (1867)
- زميل في الجمعية الملكية.